# Шарон (рівнина)

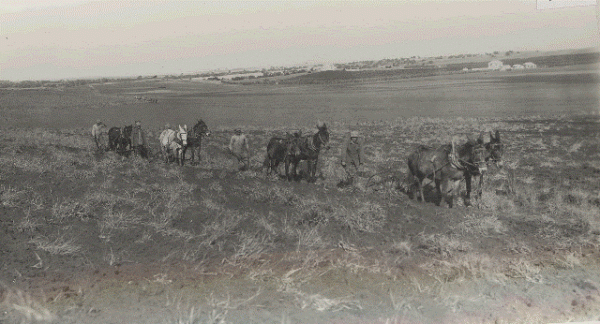
Рівнина Шарон в лютому 1929 року

Рівнина Шарон (івр. שרון) — ділянка Прибережної рівнини Ізраїлю, що простягнулася між містами Зіхрон-Яаков і Тель-Авів. Найбільше поселення рівнини — місто Нетанья. На заході рівнина омивається Середземним морем, а на сході обмежується пагорбами Самарії, її ширина становить близько 15 км. Природною межею рівнини на півдні є річка Яркон. Часто до рівнини включають також район Хоф-га-Кармель на півночі, тоді вона досягає Хайфи та гори Кармель, довжина рівнини з півночі на південь становить від 70 до 90 км. Адміністративно рівнина входить до округів Хайфа, Тель-Авів і Центрального округу.
Рівнина Шарон була згадана в Біблії. В стародавні часи ця рівнина була густо населена, але в Середні віки покинута та переважно заболочена. Лише на початку 20 століття із початком прибуття сіоністських переселенців, район був знову населений. У 2008 році рівнина була найгустіше населеним районом Ізраїлю.